# Crvena stijena (Bar)
Crvena stijena je plaža sa južne strane brda Volujice u Baru u Crnoj Gori. 
Nalazi se između Vala od Bigovice i rta Skočivuk. Zbog teško pristupačnog terena, dolazak na samu plažu je gotovo nemoguć sa kopna, pa se do nje dolazi uglavnom morskim putem. Plaža je oko 50 metara dužine, polukružnog oblika, sa kopnene strane usječena u strme stijene, koje u najvišim dijelovima iznose oko 40 m. Veći dio stijena iza plaže su crvenkaste boje, pa je plaža i dobila ime po njima. Na samoj plaži je bijeli šljunak.  Iako atraktivnog izgleda, malobrojni posjetitelji (zbog nepristupačnog terena) koji dolaze kopnom, dolaze pješke na dva načina. Ili preko brda Volujica ili kroz tunel rijeke Rikavac. U drugom slučaju, pri izlasku iz tunela, ide se desno, uz obalu. Kada se dođe do plaže, zbog strmih stijena sa svih strana, pristup plaži pješačenjem je nemoguć. Za pješake je najjednostavniji dolazak tunelom Rikavca i od tunela plivanjem do plaže.

## Vanjske poveznice
|  | Zajednički poslužitelj ima još gradiva o temi Crvena stijena (Bar) |